# 錫姆薩灣

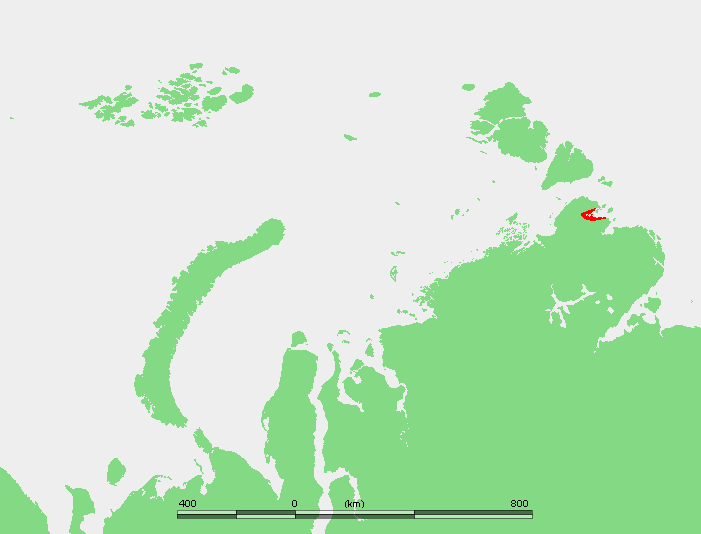

錫姆薩灣（俄语：Залив Симса）是俄羅斯的海灣，位於泰梅爾半島東北岸的拉普捷夫海，由克拉斯諾亞爾斯克邊疆區負責管轄，長20公里、寬14公里，受北極氣候影響。
77°07′N 105°15′E / 77.117°N 105.250°E